# Anatoma finlayi
Anatoma finlayi es una especie de molusco gasterópodo de la familia Scissurellidae en el orden Vetigastropoda.

## Distribución geográfica
Se encuentra en Nueva Zelanda.